# تصفيات كأس العالم 2014 – أوروبا المجموعة ع
تصفيات كأس العالم لكرة القدم 2014 أوروبا المجموعة I هي إحدى مجموعات اليويفا المؤهلة لكأس العالم لكرة القدم 2014. وتضم المجموعة بيلاروسيا، وفنلندا، وفرنسا، وجورجيا، والفائزة بكأس العالم 2010 إسبانيا.
فائز المجموعة سوف يتأهل بشكل مباشر إلى نهائيات كأس العالم 2014. ومن بين أصحاب المركز الثاني في المجموعات التسع، سيتقدم أفضل ثمانية (يتم تحديدهم عن طريق نتائجهم ضد الفرق أصاحب المركز الأول، والثالث، والرابع، والخامس فقط لتحقيق التوازن بين الجماعات المختلفة) احتلوا المركز الثاني إلى المباريات الفاصلة، حيث سيتم تقسيمهم إلى أربعة مواجهات ذهاب وإياب لتحديد هوية المتأهلين الأربع الآخرين.

## الترتيب
| الفريق      | لعب | ف | ت | خ | أ.له | أ.ع | أ.ف | نقاط |  | إسبانيا | فرنسا | فنلندا | جورجيا | بيلاروس |
| ----------- | --- | - | - | - | ---- | --- | --- | ---- |  | ------- | ----- | ------ | ------ | ------- |
| إسبانيا (Q) | 8   | 6 | 2 | 0 | 14   | 3   | +11 | 20   |  | —       | 1–1   | 1–1    | 2–0    | 2–1     |
| فرنسا (A)   | 8   | 5 | 2 | 1 | 15   | 6   | +9  | 17   |  | 0–1     | —     | 3–0    | 3–1    | 3–1     |
| فنلندا      | 8   | 2 | 3 | 3 | 5    | 9   | −4  | 9    |  | 0–2     | 0–1   | —      | 1–1    | 1–0     |
| جورجيا      | 8   | 1 | 2 | 5 | 3    | 10  | −7  | 5    |  | 0–1     | 0–0   | 0–1    | —      | 1–0     |
| بيلاروس     | 8   | 1 | 1 | 6 | 7    | 16  | −9  | 4    |  | 0–4     | 2–4   | 1–1    | 2–0    | —       |

## المباريات
تم تحديد جدول المباريات في اجتماع عقد في باريس، فرنسا يوم 23 سبتمبر 2011.
| جورجيا                  | 1–0   | بيلاروس |
| ----------------------- | ----- | ------- |
| تورنيكه أوكرياشفيلي 52' | تقرير |         |

| فنلندا | 0–1   | فرنسا         |
| ------ | ----- | ------------- |
|        | تقرير | أبو ديابي 20' |

| جورجيا | 0–1   | إسبانيا             |
| ------ | ----- | ------------------- |
|        | تقرير | روبيرتو سولدادو 86' |

| فرنسا                                                 | 3–1   | بيلاروس     |
| ----------------------------------------------------- | ----- | ----------- |
| إتيان كابو 49' · كريستوف جاليه 68' · فرانك ريبيري 80' | تقرير | Putsila 72' |

| فنلندا               | 1–1   | جورجيا          |
| -------------------- | ----- | --------------- |
| كاسبر هاماليانين 62' | تقرير | جورام كاشيا 56' |

| بيلاروس | 0–4   | إسبانيا                                      |
| ------- | ----- | -------------------------------------------- |
|         | تقرير | جوردي ألبا 12' · بيدرو رودريغز 21'، 69'، 79' |

| بيلاروس                              | 2–0   | جورجيا |
| ------------------------------------ | ----- | ------ |
| رينان بارديني بريسان 6' · Drahun 28' | تقرير |        |

| إسبانيا          | 1–1   | فرنسا              |
| ---------------- | ----- | ------------------ |
| سيرخيو راموس 25' | تقرير | أوليفيه جيرو 90+4' |

| إسبانيا          | 1–1   | فنلندا        |
| ---------------- | ----- | ------------- |
| سيرخيو راموس 49' | تقرير | تيمو بوكي 79' |

| فرنسا                                                      | 3–1   | جورجيا                  |
| ---------------------------------------------------------- | ----- | ----------------------- |
| أوليفيه جيرو 45+1' · ماثيو فالبوينا 47' · فرانك ريبيري 61' | تقرير | أليكسندري كوباخيدزي 71' |

| فرنسا | 0–1   | إسبانيا           |
| ----- | ----- | ----------------- |
|       | تقرير | بيدرو رودريغز 58' |

https://www.skysports.com/football/france-vs-spain/stats/253603
| فنلندا            | 1–0   | بيلاروس |
| ----------------- | ----- | ------- |
| Shitov 57' (ه.ذ.) | تقرير |         |

| بيلاروس               | 1–1   | فنلندا        |
| --------------------- | ----- | ------------- |
| دميتري فيرخوفتسوف 85' | تقرير | تيمو بوكي 24' |

| جورجيا | 0–0   | فرنسا |
| ------ | ----- | ----- |
|        | تقرير |       |

| فنلندا | 0–2   | إسبانيا                             |
| ------ | ----- | ----------------------------------- |
|        | تقرير | جوردي ألبا 19' · ألفارو نيغريدو 86' |

| جورجيا | 0–1   | فنلندا                      |
| ------ | ----- | --------------------------- |
|        | تقرير | رومان إيريمينكو 74' (ركلة.) |

| بيلاروس                                   | 2–4   | فرنسا                                                         |
| ----------------------------------------- | ----- | ------------------------------------------------------------- |
| إيغور فيليبينكو 32' · تيموفي كالاتشيف 57' | تقرير | فرانك ريبيري 47' (ركلة.)، 64' · سمير نصري 71' · بول بوغبا 73' |

| إسبانيا                                  | 2–1   | بيلاروس              |
| ---------------------------------------- | ----- | -------------------- |
| تشافي هيرنانديز 61' · ألفارو نيغريدو 78' | تقرير | سيرغي كورنيلينكو 89' |

| فرنسا                                                      | 3–0   | فنلندا |
| ---------------------------------------------------------- | ----- | ------ |
| فرانك ريبيري 8' · جونا تويفيو 75' (ه.ذ.) · كريم بنزيما 87' | تقرير |        |

| إسبانيا                            | 2–0   | جورجيا |
| ---------------------------------- | ----- | ------ |
| ألفارو نيغريدو 26' · خوان ماتا 61' | تقرير |        |

## الهدافين
عدد الأهداف المُسجلة  44 هدفًا  في 20 مباراة، بمتوسط 2.2 هدفًا في المباراة الواحدة.
5 أهداف
- فرانك ريبيري

4 أهداف
- Pedro

3 أهداف
- ألفارو نيغريدو

هدفان
- تيمو بوكي
- أوليفييه جيرو
- جوردي ألبا
- سيرخيو راموس

هدف
- رينان بارديني بريسان
- ستانيسلاف دراهون
- يغور فيليبينكو
- تيموفي كالاتشيف
- أنطون بوتسيلا
- دميتري فيرخوفتسوف
- سيرغي كورنيلينكو
- رومان إيريمينكو
- كاسبر هاماليانين
- كريم بنزيما
- إتيان كابو
- أبو ديابي
- كريستوف جاليه
- سمير نصري
- بول بوغبا
- ماثيو فالبوينا
- غورام كاشيا
- أليكسندري كوباخيدزي
- تورنيكه أوكرياشفيلي
- خوان ماتا
- روبيرتو سولدادو
- تشافي

هدف ذاتي
- إيغور شيتوف (ضد فنلندا)
- جونا تويفيو (ضد فرنسا)

## وصلات خارجية
- نتائج وجدول مجموعة اليويفا I (نسخة FIFA.com)
- نتائج وجدول مجموعة اليويفا I (نسخة UEFA.com)